# Albi di Rat-Man Collection

La copertina del n. 1

Questa è la lista degli albi di Rat-Man Collection.
I primi 4 numeri di Rat-Man Collection sono della Marvel Italia e dal 5 al 36 sono della Cult Comics: entrambe sono comunque divisioni editoriali di Panini Comics, che ha apposto il suo logo a partire dal numero 28. Le copertine sono tutte disegnate da Leo Ortolani, le prime 15 sono state colorate dallo stesso autore, dalla 16 alla 20 da Luca Poli al computer, mentre dalla 21 in poi da Lorenzo Ortolani.
| Indice 1997 1998 1999 2000 2001 2002 2003 2004 2005 2006 2007 2008 2009 2010 2011 2012 2013 2014 2015 2016 2017 |

## 1997
| Nr. | Titolo               | Data di pubblicazione |
| --- | -------------------- | --------------------- |
| 1   | Legami di sangue!    | aprile 1997           |
| 2   | L'immutabile Destino | giugno 1997           |
| 3   | La belva in noi      | settembre 1997        |
| 4   | ...La fine del topo! | dicembre 1997         |

## 1998
| Nr. | Titolo              | Data di pubblicazione |
| --- | ------------------- | --------------------- |
| 5   | La tela strappata!  | marzo 1998            |
| 6   | L'ira di Cover-Man! | maggio 1998           |
| 7   | Caccia al Ragno!    | luglio 1998           |
| 8   | Operazione Geode!   | settembre 1998        |
| 9   | Cinzia la barbara!  | novembre 1998         |

## 1999
| Nr. | Titolo                 | Data di pubblicazione |
| --- | ---------------------- | --------------------- |
| 10  | Dimenticati dal tempo! | gennaio 1999          |
| 11  | Io, il clone!          | marzo 1999            |
| 12  | Crisi!                 | 13 maggio 1999        |
| 13  | Io, il Rat-Man!        | 8 luglio 1999         |
| 14  | Rat-Man: 1999          | 9 settembre 1999      |
| 15  | L'internauta           | 11 novembre 1999      |

## 2000
| Nr. | Titolo                 | Data di pubblicazione |
| --- | ---------------------- | --------------------- |
| 16  | Titanic 2000           | 13 gennaio 2000       |
| 17  | Niente è per sempre    | 9 marzo 2000          |
| 18  | L'allievo              | 11 maggio 2000        |
| 19  | Un uomo in calzamaglia | 13 luglio 2000        |
| 20  | Il supereroe           | 14 settembre 2000     |
| 21  | Catene                 | 9 novembre 2000       |

## 2001
| Nr. | Titolo                  | Data di pubblicazione |
| --- | ----------------------- | --------------------- |
| 22  | La sentinella           | 11 gennaio 2001       |
| 23  | Tentazioni              | 15 marzo 2001         |
| 24  | Il pozzo del desiderio! | 15 maggio 2001        |
| 25  | La bella e la bestia!   | 12 luglio 2001        |
| 26  | La gabbia               | 13 settembre 2001     |
| 27  | Ex-Men                  | 8 novembre 2001       |

## 2002
| Nr. | Titolo                 | Data di pubblicazione |
| --- | ---------------------- | --------------------- |
| 28  | La mummia              | 16 gennaio 2002       |
| 29  | Le ombre dei padri...  | 14 marzo 2002         |
| 30  | Grandi speranze!       | 9 maggio 2002         |
| 31  | Il ritorno degli eroi! | 11 luglio 2002        |
| 32  | Meraviglie!            | 12 settembre 2002     |
| 33  | Il re e io!            | 14 novembre 2002      |

## 2003
| Nr. | Titolo              | Data di pubblicazione |
| --- | ------------------- | --------------------- |
| 34  | Uomini e topi!      | 16 gennaio 2003       |
| 35  | Il morso del Ragno! | 13 marzo 2003         |
| 36  | Il primogenito!     | 15 maggio 2003        |
| 37  | Il soldato          | 3 luglio 2003         |
| 38  | Il collezionista    | 4 settembre 2003      |
| 39  | Sette giorni!       | 27 novembre 2003      |

## 2004
| Nr. | Titolo                  | Data di pubblicazione |
| --- | ----------------------- | --------------------- |
| 40  | Trappola seducente      | 8 gennaio 2004        |
| 41  | La fuga di Rat-Man      | 4 marzo 2004          |
| 42  | Pubblicato a morte!     | 13 maggio 2004        |
| 43  | Un classico del fumetto | 1º luglio 2004        |
| 44  | Kina!                   | 2 settembre 2004      |
| 45  | Rat-Max                 | 4 novembre 2004       |

## 2005
| Nr. | Titolo              | Data di pubblicazione |
| --- | ------------------- | --------------------- |
| 46  | Camera 9            | 8 gennaio 2005        |
| 47  | Scuola di fumetto   | 10 marzo 2005         |
| 48  | Rat-Man & Friends   | 5 maggio 2005         |
| 49  | L'ombra su di me!   | 7 luglio 2005         |
| 50  | Il migliore!        | 15 settembre 2005     |
| 51  | La fine di Rat-Man! | 4 novembre 2005       |

## 2006
| Nr. | Titolo                       | Data di pubblicazione |
| --- | ---------------------------- | --------------------- |
| 52  | I Fantastici!                | 7 gennaio 2006        |
| 53  | Il nemico tra noi!           | 16 marzo 2006         |
| 54  | Abbandonati!                 | 5 maggio 2006         |
| 55  | Stessa spiaggia, stesso sale | 20 luglio 2006        |
| 56  | La storia finita             | 14 settembre 2006     |
| 57  | Un nuovo inizio!             | 9 novembre 2006       |

## 2007
| Nr. | Titolo                  | Data di pubblicazione |
| --- | ----------------------- | --------------------- |
| 58  | Rat-Man contro Rat-Man! | 11 gennaio 2007       |
| 59  | Catastrofe!             | 8 marzo 2007          |
| 60  | Venga il mio regno!     | 17 maggio 2007        |
| 61  | Era mio padre           | 5 luglio 2007         |
| 62  | 299                     | 6 settembre 2007      |
| 63  | +1                      | 8 novembre 2007       |

## 2008
| Nr. | Titolo                      | Data di pubblicazione |
| --- | --------------------------- | --------------------- |
| 64  | Io sono leggenda            | 17 gennaio 2008       |
| 65  | venduto!                    | 6 marzo 2008          |
| 66  | La caduta                   | 8 maggio 2008         |
| 67  | Quello che non mi uccide... | 3 luglio 2008         |
| 68  | Le cose cambiano            | 4 settembre 2008      |
| 69  | E ora... Rat-Man            | 6 novembre 2008       |

## 2009
| Nr. | Titolo                | Data di pubblicazione |
| --- | --------------------- | --------------------- |
| 70  | Ratto                 | 22 gennaio 2009       |
| 71  | Ratto 2: la vendetta! | 5 marzo 2009          |
| 72  | E adesso sposami!     | 14 maggio 2009        |
| 73  | Rat-Girl              | 2 luglio 2009         |
| 74  | Yellow!               | 10 settembre 2009     |
| 75  | Non di questo mondo!  | 5 novembre 2009       |

## 2010
| Nr. | Titolo                               | Data di pubblicazione |
| --- | ------------------------------------ | --------------------- |
| 76  | Tu non voltarti mai                  | 9 gennaio 2010        |
| 77  | Il nuovo mondo!                      | 4 marzo 2010          |
| 78  | Gli eroi più potenti del mondo! E io | 13 maggio 2010        |
| 79  | Il nuovo Rat-Man!                    | 1º luglio 2010        |
| 80  | Il paradiso perduto                  | 9 settembre 2010      |
| 81  | Sia questa l'ultima battaglia!       | 4 novembre 2010       |

## 2011
| Nr. | Titolo                   | Data di pubblicazione |
| --- | ------------------------ | --------------------- |
| 82  | I sacrificabili          | 20 gennaio 2011       |
| 83  | E qualcuno morirà!       | 17 marzo 2011         |
| 84  | I dimenticati            | 12 maggio 2011        |
| 85  | Battaglia a Gerusalemme! | 4 agosto 2011         |
| 86  | Il prigioniero           | 22 settembre 2011     |
| 87  | Ricordati di me          | 10 novembre 2011      |

## 2012
| Nr. | Titolo                                      | Data di pubblicazione |
| --- | ------------------------------------------- | --------------------- |
| 88  | Il grande Magazzi e il Principe Mezzo Rospo | 12 gennaio 2012       |
| 89  | La donna filosofale                         | 15 marzo 2012         |
| 90  | La camera delle sorprese                    | 17 maggio 2012        |
| 91  | La discesa                                  | 12 luglio 2012        |
| 92  | Il rettile                                  | 13 settembre 2012     |
| 93  | L'onda                                      | 15 novembre 2012      |

## 2013
| Nr. | Titolo                  | Data di pubblicazione |
| --- | ----------------------- | --------------------- |
| 94  | I nuovi eroi            | 17 gennaio 2013       |
| 95  | I Vendicatopi           | 14 marzo 2013         |
| 96  | Battaglia per la Terra! | 23 maggio 2013        |
| 97  | Il palazzo              | 11 luglio 2013        |
| 98  | Stanotte muoio!         | 12 settembre 2013     |
| 99  | Il trionfo del Topo!    | 7 novembre 2013       |

## 2014
| Nr. | Titolo             | Data di pubblicazione |
| --- | ------------------ | --------------------- |
| 100 | E venne il giorno! | 16 gennaio 2014       |
| 101 | L'ora più buia     | 13 marzo 2014         |
| 102 | Caccia al Ratto!   | 15 maggio 2014        |
| 103 | Le ombre dei figli | 10 luglio 2014        |
| 104 | Salvate Valker!    | 11 settembre 2014     |
| 105 | Lotta nell'abisso! | 13 novembre 2014      |

## 2015
| Nr. | Titolo                        | Storie                       | Storie                               | Storie          | Storie | Data di pubblicazione |
| Nr. | Titolo                        | Serie                        | Titolo                               | Saga            | Saga   | Data di pubblicazione |
| Nr. | Titolo                        | Serie                        | Titolo                               | Titolo          | n.     |                       |
| --- | ----------------------------- | ---------------------------- | ------------------------------------ | --------------- | ------ | --------------------- |
| 106 | The Walking Rat               | Rat-Man                      | The Walking Rat                      | The Walking Rat | 1      | 22 gennaio 2015       |
| 106 | The Walking Rat               | Rat-Man                      | Il confine                           | The Walking Rat | 2      | 22 gennaio 2015       |
| 106 | The Walking Rat               | Quelli di Parma (10 strisce) | Quelli di Parma (10 strisce)         | -               | -      | 22 gennaio 2015       |
| 107 | La città dei morti viventi    | Rat-Man                      | La città dei morti viventi           | The Walking Rat | 3      | 12 marzo 2015         |
| 107 | La città dei morti viventi    | Rat-Man                      | Paura nella città dei morti viventi! | The Walking Rat | 4      | 12 marzo 2015         |
| 107 | La città dei morti viventi    | Quelli di Parma (6 strisce)  | Quelli di Parma (6 strisce)          | -               | -      | 12 marzo 2015         |
| 108 | Il trionfo dei morti viventi! | Rat-Man                      | Il trionfo dei morti viventi         | The Walking Rat | 5      | 14 maggio 2015        |
| 108 | Il trionfo dei morti viventi! | Rat-Man                      | Che ci sia la vita!                  | The Walking Rat | 6      | 14 maggio 2015        |
| 108 | Il trionfo dei morti viventi! | Quelli di Parma (10 strisce) | Quelli di Parma (10 strisce)         | -               | -      | 14 maggio 2015        |
| 109 | La falena                     | Rat-Man                      | La falena                            | [ 99 ]          | 1      | 9 luglio 2015         |
| 109 | La falena                     | Rat-Man                      | Un giorno qualunque                  | [ 99 ]          | 2      | 9 luglio 2015         |
| 109 | La falena                     | Quelli di Parma              | Quelli di Parma                      | -               | -      | 9 luglio 2015         |
| 110 | Ritorno al passato!           | Rat-Man                      | Ritorno al passato!                  | [ 99 ]          | 3      | 3 settembre 2015      |
| 110 | Ritorno al passato!           | Rat-Man                      | Una vecchia speranza                 | [ 99 ]          | 4      | 3 settembre 2015      |
| 110 | Ritorno al passato!           | Venerdì 12                   | Il quadro                            | -               | -      | 3 settembre 2015      |
| 111 | Nel nome del padre            | Rat-Man                      | Nel nome del padre                   | [ 99 ]          | 5      | 5 novembre 2015       |
| 111 | Nel nome del padre            | Rat-Man                      | La caccia!                           | [ 99 ]          | 6      | 5 novembre 2015       |

## 2016
| Nr. | Titolo                     | Storie  | Storie                            | Storie                  | Storie | Data di pubblicazione |
| Nr. | Titolo                     | Serie   | Titolo                            | Saga                    | Saga   | Data di pubblicazione |
| Nr. | Titolo                     | Serie   | Titolo                            | Titolo                  | N.     | Data di pubblicazione |
| --- | -------------------------- | ------- | --------------------------------- | ----------------------- | ------ | --------------------- |
| 112 | La fine di Valker          | Rat-Man | La fine di Valker - Prima parte   | [ 99 ]                  | 7      | 14 gennaio 2016       |
| 112 | La fine di Valker          | Rat-Man | La fine di Valker - Seconda parte | [ 99 ]                  | 8      | 14 gennaio 2016       |
| 113 | Il Rat-Man                 | Rat-Man |                                   | La decalogia della Fine | 1      | marzo 2016            |
| 114 | Non avrai altro dio        | Rat-Man |                                   | La decalogia della Fine | 2      | maggio 2016           |
| 115 | Il dubbio                  | Rat-Man |                                   | La decalogia della Fine | 3      | luglio 2016           |
| 116 | Colpire il Rat-Man         | Rat-Man | Colpire il Rat-Man                | La decalogia della Fine | 4      | settembre 2016        |
| 117 | Il prezzo della solitudine | Rat-Man |                                   | La decalogia della Fine | 5      | novembre 2016         |

## 2017
| Nr. | Titolo                | Storie  | Storie           | Storie                  | Storie | Data di pubblicazione |
| Nr. | Titolo                | Serie   | Titolo           | Saga                    | Saga   | Data di pubblicazione |
| Nr. | Titolo                | Serie   | Titolo           | Titolo                  | N.     | Data di pubblicazione |
| --- | --------------------- | ------- | ---------------- | ----------------------- | ------ | --------------------- |
| 118 | L'ombra di Tòpin      | Rat-Man | L'ombra di Tòpin | La decalogia della Fine | 6      | 5 gennaio 2017        |
| 119 | Onora il padre        | Rat-Man |                  | La decalogia della Fine | 7      | 9 marzo 2017          |
| 120 | L'ultimo eroe         | Rat-Man |                  | La decalogia della Fine | 8      | 4 maggio 2017         |
| 121 | L'ira di Walker       | Rat-Man |                  | La decalogia della Fine | 9      | 6 luglio 2017         |
| 122 | Quando tutto finisce! | Rat-Man |                  | La decalogia della Fine | 10     | 28 settembre 2017     |